# Distrito de Mysore
Mysore (en canarés; ಮೈಸೂರು ಜಿಲ್ಲೆ ) es un distrito de India, en el estado de Karnataka . 
Comprende una superficie de 6 854 km².
El centro administrativo es la ciudad de Mysore.

## Demografía
Según censo 2011 contaba con una población total de 2 994 744 habitantes.